# Maurice Dejean
Maurice Ernest Napoléon Dejean (* 30. September 1899 in Clichy, Département Seine; † 14. Januar 1982 in Paris) war ein französischer Diplomat, der unter anderem zwischen 1941 und 1942 Kommissar für Auswärtige Angelegenheiten der Exilregierung des Freien Frankreichs war.

## Leben
Maurice Dejean war Sohn eines Kaufmanns und studierte an der Sorbonne Rechts- und Staatswissenschaften, Philosophie und Geschichte. Nach dem Studium trat er in den diplomatischen Dienst Frankreichs ein. Seinen Dienst begann er im Außenministerium am Quai d’Orsay und er wurde 1929 der französischen Botschaft in Berlin als Pressereferent zugeteilt. Hier blieb dort bis zum Ausbruch des Zweiten Weltkriegs. Bis 1940 war er Kabinettschef des Außenministeriums in den Kabinetten Daladier V und Reynaud. Am 24. September 1941 wurde er Kommissar für Auswärtige Angelegenheiten der Exilregierung des Freien Frankreichs und bekleidete diese Funktion bis zum 17. Oktober 1942, woraufhin René Pleven sein Nachfolger wurde.
Nach Ende des Zweiten Weltkrieges wurde er 1945 Botschafter in der Tschechoslowakei und war dort bis 1949 akkreditiert. Im Anschluss war er zwischen 1950 und 1952 zunächst Leiter der Mission sowie danach von 1952 bis 1953 Botschafter in Japan, ehe er in der Endphase des Indochinakrieges als Nachfolger von Jean Letourneau zwischen dem 28. Juli 1953 und seiner Ablösung durch Paul Ély am 10. April 1954 Generalkommissar von Französisch-Indochina war. Zuletzt wurde er 1955 Nachfolger von Louis Joxe als Botschafter in der Sowjetunion und verblieb dort bis zu seinem Eintritt in den Ruhestand 1964. Dejean wurde durch die sowjetische Agentin Larissa Kronberg mit dem Tarnnamen „Lora“ kompromittiert. Er soll infolge einer Sexpionage möglicherweise mit dem KGB zusammengearbeitet haben.
Für seine Verdienste wurde er Kommandeur der Ehrenlegion.